# Moxidektin
Moxidektin je anthelmintikum ze skupiny avermektinů (makrocyklické laktony), jež se používá k léčbě a prevenci střevních helmintů, srdečních červů, případně některých ektotparazitů ve veterinární medicíně. Používá se k odčervení psů, koček, skotu, ovcí a koní. Látka je obsažena například v přípravcích Advocate®, Advantage® Multi, Cydectin® od firmy Bayer.

## Mechanismus účinku
Podobně jako jiné avermektiny se moxidektin váže na membrány nervových buněk helmintů a způsobuje masivní průnik chloridových iontů do nervové buňky, čímž dochází k silné polarizaci neuronové membrány, což způsobuje celkovou paralýzu červa vedoucí až k jeho úhynu.

## Indikace a účinnost u jednotlivých druhů zvířat
Moxidectin je určen k léčbě těchto parazitů:
- Pes: Dirofilaria immitis, Toxocara canis, Toxascaris leonina, Ancylostoma spp. a Uncinaria, Trichuris vulpes, Sarcoptes canis
- Kočka: Dirofilaria, Toxocara cati, Toxascaris leonina, Ancylostoma spp., Otodectes cynotis
- Skot: hlístice trávicího traktu, plicnivky, svrab, všenky
- Ovce: hlístice trávicího traktu
- Kůň: malí a velcí strongylidé a další hlístice trávicího traktu, tasemnice